# 褚廷璋
褚廷璋（？年—1797年），字左莪，号筠心，江蘇長洲（今蘇州市）人，中國清朝政治人物。
乾隆二十八年（1763年）癸未科进士，授编修，官至翰林院侍读学士，以事降主事，乞归。褚廷樟为沈德潜弟子，曾与曹仁虎等结社，有诗名。著作有《筠心书屋诗钞》、《西域图志》、《西域同文志》等。